# Velocipes guerichi
Il velocipede (Velocipes guerichi) è un presunto dinosauro carnivoro, vissuto nel Triassico superiore (Norico, circa 210 milioni di anni fa). I suoi resti fossili sono stati ritrovati in Polonia.

## Classificazione
Tutto ciò che si conosce di questo animale è un osso della zampa, probabilmente una fibula, in pessimo stato di conservazione. Il fossile proviene dalla zona di Górny Śląsk, in Polonia, nella formazione Lissauer Breccia. Descritto per la prima volta da Friedrich von Huene nel 1932, questo resto è stato attribuito a un piccolo dinosauro carnivoro, sulla base della forma allungata dell'osso. Ricerche più recenti (Rauhut e Hungerbuhler, 1998) hanno indicato che questo fossile è troppo danneggiato e incompleto per poter essere attribuito con certezza anche soltanto a un dinosauro.